# HD 2523
HD2523 є хімічно пекулярною зорею
спектрального класу
A8 й має видиму зоряну величину в
смузі V приблизно  8.0.
.